# Dichoteleas subcoeruleus
Dichoteleas subcoeruleus är en stekelart som beskrevs av Alan Parkhurst Dodd 1926. Dichoteleas subcoeruleus ingår i släktet Dichoteleas och familjen Scelionidae. Inga underarter finns listade i Catalogue of Life.